# 1992년 대한민국의 영화
다음은 1992년에 대한민국의 영화에 관한 서술한다.

## 흥행 주요 기록
서울 기준 흥행 외화 1위는<원초적 본능>으로, 970,180명이 관람하였다. 뒤이어
<보디가드>(747,238명), <미녀와 야수>(590,904명), <나 홀로 집에 2>(395,444명), <동방불패>(359,463명), <에이리언 3>(349,150명), <연인>(337,223명)등이 흥행을 차지했다.
서울 기준 흥행 방화 1위는 〈결혼이야기〉가 관객수 서울 52만6천명을 넘었다. 앞서 2위 〈미스터 맘마〉(22만명), 3위 〈하얀전쟁〉(18만명), 4위 〈경마장 가는길〉(18만명), 5위 〈장군의 아들 3〉(18만명), 6위 〈시라소니〉(15만명), 7위 〈우리사랑 이대로〉 (15만명), 8위 〈아래층 여자와 위층 남자〉 (10만명), 9위 〈천국의 계단〉 (7만명), 10위 〈걸어서 하늘까지〉 (4만명) 등은 흥행이 차지하였다.
 따라서 관객동원율은 외화가 늘고, 방화가 줄었다.

## 이벤트 및 수상
- 제28회 백상예술대상
- 제30회 대종상 영화제
- 제12회 한국영화평론가협회상
- 제13회 청룡영화상
- 제16회 황금촬영상
- 제3회 춘사예술영화상

## 같이 보기
- 1992년 영화
- 대한민국의 영화